# Dion Clayton Calthrop
Dion Clayton Calthrop (c. 1878-1937) fue un escritor, pintor e ilustrador inglés.

## Biografía
Descrito por la Enciclopedia universal ilustrada europeo-americana como un pintor y escritor inglés, habría nacido en Londres en 1875 según esta fuente y en 1878 según otras. Calthrop, que estudió en París en las academias particulares Julián y Colarossi, ilustró obras como History of English Costume, King Peter, Guide to Fairyland, The Dance of Love y Goblin Market (1906), entre otras. Falleció en 1937.